# Grand Cahors
Le Grand Cahors est une communauté d’agglomération du sud-ouest de la France, située dans la région Occitanie et dans le sud du département du Lot. Sa ville-centre, Cahors, est la préfecture du Lot et la principale ville du département. Le Grand Cahors est la seule communauté d’agglomération du département du Lot, composé de dix intercommunalités.
Fort de 42 142 habitants en 2020, le Grand Cahors est un établissement public de coopération intercommunale à fiscalité propre regroupant 36 communes, sur une superficie de près de 600 km², faisant de l’agglomération un territoire à taille humaine structuré autour du bassin de vie de Cahors.
Célèbre pour ses paysages naturels, son riche patrimoine, sa gastronomie, son vin multiséculaire et pour son climat privilégié, le Grand Cahors est un territoire attractif, vivant et préservé. 
Issu de la fusion de la communauté de communes du Pays de Cahors et de la communauté de communes de Catus, le Grand Cahors est né le 1er janvier 2010, dans l’objectif de mettre en commun les intérêts des communes membres et de développer des projets et des services publics au bénéfice de l’ensemble du territoire de l’agglomération et de ses habitants.
Ces services publics concernent notamment les domaines du développement économique , de l’aménagement du territoire, du tourisme, de la collecte des déchets, de la transition écologique, de la gestion l’eau, de l’assainissement, des mobilités, de la voirie, de l’alimentation, de la restauration collective, de la culture, des sports, de la santé, de l’enseignement supérieur, de l’innovation, de la recherche, de la transformation numérique, de l’habitat et des politiques éducatives. Un certain nombre de ces services publics est accessible, pour les habitantes et les habitants du Grand Cahors, par l’intermédiaire de la carte Grand Pass, créée en 2013.
Situé à une heure de Toulouse et de Brive-la-Gaillarde, le territoire du Grand Cahors constitue la porte d'entrée de la région Occitanie vers le Grand Sud. 
Centre économique majeur du département, l’agglomération bénéficie de l’implantation de 4 614 établissements et de 17 190 emplois salariés. Le territoire compte également plusieurs pôles économiques. Une pluralité de secteurs d'activités structure le tissu économique : tourisme, patrimoine, énergie, agro-ressources, santé, électronique, services à la personne, environnement, etc. Le Grand Cahors offre aux entreprises des conditions permettant leur développement et la leur compétitivité. À proximité du centre-ville de Cahors et en connexion directe avec l’autoroute A20, le parc d’activités Cahors Sud regroupe 800 emplois et plus de 70 entreprises. La ville de Cahors et l'agglomération comptent notamment des acteurs industriels des énergies et de la plasturgie (Groupe Cahors, ANL France), de la pharmaceutique (Pierre Fabre), de la cosmétique (Phyt's), de l'agroalimentaire (Biscuiterie Fine de France, Sudreau, Ratz, Hameau des Saveurs, etc.), des robots autonomes (Soben), etc. Les acteurs de la logistique (Monsieur Bricolage, Jardel, La Poste, Verlhac, PHM Group, du recyclage (Paprec, Syded) ou encore de la construction métallique (Hugon Tribunes, Métal Fer Création, etc.) participent également du tissu économique local.
Fort de ses sites touristiques emblématiques (Cahors, Saint-Cirq-Lapopie, grotte du Pech Merle, plage aux ptérosaures etc.) et de ses multiples reconnaissances dans le domaine (monuments inscrits sur la liste du patrimoine mondial de l’humanité par l’UNESCO au titre des chemins de Saint-Jacques-de-Compostelle en France, marché de Cahors élu plus beau marché de Midi-Pyrénées, labellisation Villes d’art et d’histoire depuis 2005, etc.), la destination Cahors-Vallée du Lot comptabilise 36 780 lits touristiques dont 19 489 relevant du secteur marchand. La destination Cahors-Vallée du Lot est labellisée Qualité tourisme, Accueil vélo et Vignobles & découvertes. La ville de Cahors figure parmi les 40 Grands Sites Occitanie Sud de France présentant un patrimoine historique, culturel ou naturel exceptionnel.

## Historique
La communauté de communes du Grand Cahors est née le 1er janvier 2010, par fusion de la communauté de communes du Pays de Cahors et de la communauté de communes de Catus. Elle se composait alors de 30 communes. Jean-Marc Vayssouze-Faure, maire de Cahors, est élu président du Grand Cahors. 

Le 1er janvier 2012, le Grand Cahors se transforme en communauté d'agglomération.
Le 1er janvier 2013, les communes de Douelle et de Valroufié rejoignent le Grand Cahors. La communauté d’agglomération se compose alors de 32 communes.
Le 1er janvier 2014, à la suite de la dissolution de la communauté de communes Lot-Célé, les communes de Bouziès, Cabrerets, Cours, Saint-Géry, Saint-Cirq-Lapopie, Tour-de-Faure et de Vers rejoignent l'agglomération. Elle se compose alors de 39 communes.
Le 15 avril 2014, Jean-Marc Vayssouze-Faure est réélu président du Grand Cahors.
Le 1er janvier 2017, à la suite de la création des communes nouvelles de Saint Géry-Vers, par fusion de deux communes (Saint-Géry et Vers), et de Bellefont-La Rauze, par fusion de trois communes (Cours, Laroque-des-Arcs et Valroufié), l'agglomération se compose désormais de 36 communes.
Le 15 juillet 2020, Jean-Marc Vayssouze-Faure est élu, pour la troisième fois, président du Grand Cahors.

## Territoire communautaire

### Géographie
La communauté d'agglomération du Grand Cahors se situe dans la région Occitanie, dans le sud du département du Lot, en partie sur le vignoble du vin de Cahors et sur le Parc naturel régional des Causses du Quercy.
Cahors, la ville-centre de l’agglomération, se situe sur l'axe de l'autoroute A20, sur l'axe ferroviaire Paris-Orléans-Limoges-Toulouse et à mi-chemin entre l'aéroport international Toulouse-Blagnac et Brive-Vallée de la Dordogne. Elle se trouve à 114 kilomètres au nord de Toulouse, à 232 kilomètres à l'est de Bordeaux, à 575 kilomètres au sud de Paris ainsi qu'à 437 kilomètres au nord de Barcelone.
La superficie de l’agglomération du Grand Cahors est de 593,20 km². Les trois communes les plus étendues du territoire sont Cahors (64,72 km²), Cabrerets (43,38 km²), et Bellefont-La Rauze (38,22 km²).
Le territoire s’étend de Gigouzac, au nord, jusqu’à Fontanes, au sud, et de Tour-de-Faure, à l’est, jusqu’à Les Junies, à l’ouest.
Le territoire du Grand Cahors est limitrophe de sept communautés de communes : la communauté de commune du Quercy Blanc, la communauté de communes de la Vallée du Lot et du Vignoble, la communauté de communes de Cazals-Salviac, la communauté de communes du Quercy-Bouriane, la communauté de communes du Causse de Labastide-Murat et la communauté de communes du Grand Figeac.

### Composition
La communauté d'agglomération est composée des 36 communes suivantes :

| Nom                    | Code Insee | Gentilé          | Superficie (km2) | Population (dernière pop. légale) | Densité (hab./km2) |
| ---------------------- | ---------- | ---------------- | ---------------- | --------------------------------- | ------------------ |
| Cahors (siège)         | 46042      | Cadurciens       | 64,72            | 19 902 (2022)                     | 308                |
| Arcambal               | 46007      | Arcambalais      | 23,11            | 1 000 (2022)                      | 43                 |
| Bellefont-La Rauze     | 46156      |                  | 38,22            | 1 188 (2022)                      | 31                 |
| Boissières             | 46032      | Boissiériens     | 13,03            | 388 (2022)                        | 30                 |
| Bouziès                | 46037      |                  | 8,2              | 94 (2022)                         | 11                 |
| Cabrerets              | 46040      | Cabrerétiens     | 43,38            | 222 (2022)                        | 5,1                |
| Caillac                | 46044      | Caillacois       | 7,44             | 590 (2022)                        | 79                 |
| Calamane               | 46046      | Calamanais       | 7,6              | 458 (2022)                        | 60                 |
| Catus                  | 46064      | Catusiens        | 21,32            | 919 (2022)                        | 43                 |
| Cieurac                | 46070      | Cieuracois       | 18,7             | 647 (2022)                        | 35                 |
| Crayssac               | 46080      | Crayssacois      | 14,95            | 823 (2022)                        | 55                 |
| Douelle                | 46088      | Douelliens       | 8,77             | 834 (2022)                        | 95                 |
| Espère                 | 46095      | Espérois         | 6,31             | 987 (2022)                        | 156                |
| Fontanes               | 46109      | Fontaniens       | 16,44            | 533 (2022)                        | 32                 |
| Francoulès             | 46112      | Francoulésiens   | 13,61            | 262 (2022)                        | 19                 |
| Gigouzac               | 46119      | Gigouzacois      | 9,91             | 304 (2022)                        | 31                 |
| Les Junies             | 46134      | Junicois         | 13,06            | 252 (2022)                        | 19                 |
| Labastide-du-Vert      | 46136      | Vertiens         | 10,44            | 276 (2022)                        | 26                 |
| Labastide-Marnhac      | 46137      | Marnhaciens      | 28,87            | 1 316 (2022)                      | 46                 |
| Lamagdelaine           | 46149      | Lamagdelainois   | 10,58            | 716 (2022)                        | 68                 |
| Lherm                  | 46171      | Lhermois         | 13,47            | 234 (2022)                        | 17                 |
| Maxou                  | 46188      | Maxoucois        | 12,59            | 288 (2022)                        | 23                 |
| Mechmont               | 46190      | Mechmontois      | 6,71             | 126 (2022)                        | 19                 |
| Mercuès                | 46191      | Mercuésiens      | 7,24             | 1 125 (2022)                      | 155                |
| Le Montat              | 46197      | Montatois        | 22,54            | 1 102 (2022)                      | 49                 |
| Montgesty              | 46205      | Montgesticois    | 11,88            | 320 (2022)                        | 27                 |
| Nuzéjouls              | 46211      | Nuzéjoliens      | 4,74             | 351 (2022)                        | 74                 |
| Pontcirq               | 46223      | Pontcirquois     | 8,94             | 182 (2022)                        | 20                 |
| Pradines               | 46224      | Pradinois        | 16,49            | 3 600 (2022)                      | 218                |
| Saint-Cirq-Lapopie     | 46256      | Saint-Cirquois   | 17,89            | 204 (2022)                        | 11                 |
| Saint-Denis-Catus      | 46264      | Saint-Daunisiens | 10,78            | 203 (2022)                        | 19                 |
| Saint Géry-Vers        | 46268      |                  | 31,52            | 912 (2022)                        | 29                 |
| Saint-Médard           | 46280      | Médardiens       | 11,78            | 190 (2022)                        | 16                 |
| Saint-Pierre-Lafeuille | 46340      | Saint-Pierriens  | 8,52             | 398 (2022)                        | 47                 |
| Tour-de-Faure          | 46320      | Tourdefaurois    | 8,77             | 320 (2022)                        | 36                 |
| Trespoux-Rassiels      | 46322      | Trespouziens     | 20,7             | 828 (2022)                        | 40                 |

### Démographie
| 1968   | 1975   | 1982   | 1990   | 1999   | 2010   | 2015   | 2021   |
| ------ | ------ | ------ | ------ | ------ | ------ | ------ | ------ |
| 29 486 | 31 816 | 34 108 | 36 070 | 37 858 | 41 283 | 40 669 | 42 202 |

## Administration

### Siège
Le siège de la communauté d'agglomération est situé à Cahors.

### Les élus
Le conseil communautaire de la communauté d'agglomération se compose de 72 conseillers, représentant chacune des communes membres et élus pour une durée de six ans.
Ils sont répartis comme suit :
| Nombre de conseillers | Communes |
| --------------------- | --- |
| 24                    | Cahors |
| 4                     | Pradines |
| 2                     | Arcambal, Bellefont-La Rauze, Catus, Douelle, Espère, Labastide-Marnhac, Mercuès, Le Montat, Saint Géry-Vers, Trespoux-Rassiels |
| 1 (+1 suppléant)      | les autres communes |

### Présidence
| Période                                  | Période  | Identité                  | Étiquette | Qualité                                                                                |
| ---------------------------------------- | -------- | ------------------------- | --------- | -------------------------------------------------------------------------------------- |
| 2010                                     | 2023     | Jean-Marc Vayssouze-Faure | PS        | Maire de Cahors (2008 → 2023) Démissionnaire à la suite de son élection comme sénateur |
| 2023                                     | En cours | Jean-Luc Marx             | DVG       | Maire de Cahors (2023 → )                                                              |
| Les données manquantes sont à compléter. |          |                           |           |                                                                                        |

### Compétences
Le Grand Cahors exerce :
- des compétences obligatoires :
  - développement économique ;
  - aménagement de l’espace communautaire ;
  - équilibre social de l’habitat ;
  - transport collectif ; Évidence
  - politique de la ville dans la communauté ;
- des compétences optionnelles :
  - voirie d'intérêt communautaire ;
  - enseignement supérieur.

### Régime fiscal et budget
Le régime fiscal de la communauté d'agglomération est la fiscalité professionnelle unique (FPU).
Cette section est consacrée aux finances locales du Grand Cahors de 2017 à 2020.

#### Budget général
Pour l'exercice 2020, le compte administratif du budget du Grand Cahors s'établit à  50 880 000 € en dépenses et 53 262 000 € en recettes :
- les dépenses se répartissent en 39 091 000 € de charges de fonctionnement et 11 789 000 € d'emplois d'investissement ;
- les recettes proviennent des 41 972 000 € de produits de fonctionnement et de 11 290 000 € de ressources d'investissement.

##### Évolution du fonctionnement et de l'investissement de 2017 à 2020
|                                                                                     |
| Valeurs en million d'euros (M€) · Le Grand Cahors, Valeur totale : Produits Charges |

|                                                                                       |
| Valeurs en million d'euros (M€) · Le Grand Cahors, Valeur totale : Emplois Ressources |

#### Fonctionnement
|                        | Le Grand Cahors (€/hab.) |
| ---------------------- | ------------------------ |
| Résultat comptable     | 67 €                     |
| Charges de personnels  | 389 €                    |
| Achats et charges ext. | 255 €                    |
| Impôts locaux          | 339 €                    |
| Autres impôts          | 261 €                    |

Pour le groupement du Grand Cahors en 2020, la section de fonctionnement se répartit en 39 091 000 €  de charges (910 € par habitant) pour 41 972 000 € de produits (977 € par habitant), soit un solde de la section de fonctionnement de 2 882 000 € (67 € par habitant) :
- le principal pôle de dépenses de fonctionnement est celui des charges de personnels[Note 3] pour une somme de 16 705 000 € (43 %), soit 389 € par habitant. Viennent ensuite les groupes des achats et charges externes[Note 4] pour 28 %, des charges financières[Note 5] pour 3 % et finalement celui des subventions versées[Note 6] pour 2 % ;
- la plus grande part des recettes est constituée des impôts locaux[Note 7] pour un montant de 14 548 000 € (35 %), soit 339 € par habitant. Viennent ensuite des autres impôts[Note 8] pour 27 % et de la dotation globale de fonctionnement (DGF)[Note 9] pour 3 %.

La dotation globale de fonctionnement est quasiment égale à celle versée en 2019.

##### Évolution des produits et charges de fonctionnement de 2017 à 2020
| |
| Valeurs en million d'euros (M€) · Le Grand Cahors, Valeur totale : Impôts Locaux autres impôts et taxes dotation globale de fonctionnement |

| |
| Valeurs en million d'euros (M€) · Le Grand Cahors, Valeur totale : Charges de personnel achats et charges externes |

| |
| Valeurs en millier d'euros (k€) · Le Grand Cahors, Valeur totale : charges financières subventions versées |

#### Fiscalité
Les taux des taxes ci-dessous sont votés par de la Le Grand Cahors :
- la taxe d'habitation : 8,08 % ;
- la taxe foncière sur le bâti : 3,00 % ;
- celle sur le non bâti : 7,49 %.

#### Investissement
|                           | Le Grand Cahors (€/hab.) |
| ------------------------- | ------------------------ |
| Dépenses d'équipement     | 173 €                    |
| Remboursements d'emprunts | 81 €                     |
| Nouvelles dettes          | 59 €                     |
| subventions reçues        | 36 €                     |

Cette section détaille les investissements réalisés par le groupement du Grand Cahors.
Les emplois d'investissement en 2020 comprenaient par ordre d'importance :
- des dépenses d'équipement[Note 11] pour une valeur de 7 447 000 € (63 %), soit 173 € par habitant ;
- des remboursements d'emprunts[Note 12] pour  3 480 000 € (30 %), soit 81 € par habitant.

Les ressources en investissement du groupement Le Grand Cahors se répartissent principalement en :
- nouvelles dettes pour un montant de 2 540 000 € (22 %), soit 59 € par habitant ;
- subventions reçues pour une somme de 1 561 000 € (14 %), soit 36 € par habitant.

##### Évolution de l'investissement de 2017 à 2020
| |
| Valeurs en million d'euros (M€) · Le Grand Cahors, Valeur totale : Dépenses d'équipement Remboursements d'emprunts |

| |
| Valeurs en millier d'euros (k€) · Le Grand Cahors, Valeur totale : Nouvelles dettes subventions reçues Fonds de compensation pour la TVA |

#### Endettement
|                            | Le Grand Cahors (€/hab.) |
| -------------------------- | ------------------------ |
| Encours de la dette        | 1 023 €                  |
| annuité de la dette        | 111 €                    |
| Capacité d'autofinancement | 139 €                    |

L'endettement du groupement Le Grand Cahors au 31 décembre 2020 peut s'évaluer à partir de trois critères : l'encours de la dette, l'annuité de la dette et sa capacité de désendettement :
- l'encours de la dette pour une somme de 43 945 000 €, soit 1 023 € par habitant ;
- l'annuité de la dette pour  4 748 000 €, soit 111 € par habitant ;
- la capacité d'autofinancement (CAF) pour  5 950 000 €, soit 139 € par habitant. La capacité de désendettement est d'environ 7 années en 2020. Sur une période de 4 années, ce ratio présente un minimum d'environ 7 années en 2020 et un maximum d'environ 13 années en 2018.

##### Évolution de la capacité d'autofinancement (CAF) et de l'encours de la dette de 2017 à 2020
Les courbes G4a et G4b présentent l'historique des dettes du groupement Le Grand Cahors.
|                                                                                  |
| Valeurs en euros · Le Grand Cahors, Par habitant : CAF Encours total de la dette |

|                                                                          |
| Valeurs en années · Le Grand Cahors, : Ratio = Encours de la dette / CAF |

## Projets et réalisations
La plage aux Ptérosaures est un des 86 sites de la réserve naturelle nationale d'intérêt géologique du département du Lot. Le propriétaire du site est la collectivité territoriale du Grand Cahors qui soutient les activités de recherche sur la plage aux ptérosaures et le développement touristique.